# Drosophila arassari
Drosophila arassari este o specie de muște din genul Drosophila, familia Drosophilidae, descrisă de Cunha și Frota-pessoa în anul 1947. Conform Catalogue of Life specia Drosophila arassari nu are subspecii cunoscute.